# Бурама Фомба
Бурама Фомба (фр. Bourama Fomba; нар. 10 липня 1999) — малійський футболіст, захисник.

## Життєпис
Народився в столиці країни, місті Бамако. Вихованець молодіжної академії «Етуаль дю Манде», звідки 2018 року переведений до першої команди. На початку 2019 року виїхав за кордон, де став гравцем другої команди грузинського «Руставі».
Вже на початку липня 2019 року переїхав до Румунії, де підсилив «Чахлеул». У першій частині сезону 2019/20 років провів 15 матчів (2 голи) в Лізі I. На початку лютого 2020 року відправився в оренду до «Політехніки». У футболці ясського клубу дебютував 14 червня 2020 року в програному (1:2) виїзному поєдинку 3-го туру Ліги I проти «Віїторула». Бурама вийшов на поле на 79-ій хвилині, замінивши аргентинця Мануеля де Іріондо. До завершення сезону 2019/20 років зіграв 4 матчі у вищому дивізіоні Румунії, ще 2 поєдинки провів у національному кубку.
Наприкінці вересня 2020 року вільним агентом перебрався до «Кіндії». У футболці тигорвіштського клубу дебютував 4 жовтня 2020 року в переможному (2:0) виїзному поєдинку 6-го туру Ліги I проти «Ботошані». Фомба вийшов на поле на 85-ій хвилині, замінивши Марко Дульцу. У сезоні 2020/21 років зіграв 16 матчів у Лізі I, ще 2 поєдинки провів у кубку Румунії.
Влітку 2021 року відправився на перегляд до ФК «Олександрія», за яку виступав у передсезонних товариських матчах. 21 липня 2021 року уклав 2-річний контракт з олександрійським клубом.

## Титули і досягнення
- Чемпіон Естонії (1):

«Левадія»: 2024
- Володар Кубка Естонії (1):

«Левадія»: 2023–2024